# 마티아 카사니
마티아 카사니(이탈리아어: Mattia Cassani, 1983년 8월 26일, 이탈리아 보르고마네로 ~ )는 과거 오른쪽 풀백으로 뛰었던 이탈리아의 전 축구 선수다.